# Бои отряда Кутепова с восставшими в Петрограде 27 февраля 1917 года
Борьба́ отря́да Куте́пова с си́лами Февра́льской револю́ции — единственная за всё время революционных событий февраля 1917 года попытка вооружённой борьбы с революционными силами. Бои вёл в Петрограде 27 февраля (12 марта) 1917 года сводно-гвардейский отряд под командой находившегося в столице в отпуске полковника Александра Кутепова.

## Предыстория
Помощник командира Преображенского полка полковник Кутепов прибыл с фронта в Петроград в трёхнедельный отпуск в двадцатых числах февраля 1917 года — в тот момент, когда в столице уже царило предреволюционное настроение, по улицам передвигались толпы рабочих и солдаты в караульной амуниции с винтовками. Каждый день происходили манифестации, что он сам мог наблюдать и чему был поражён, успев лишь сойти с поезда.

## Формирование кутеповского отряда

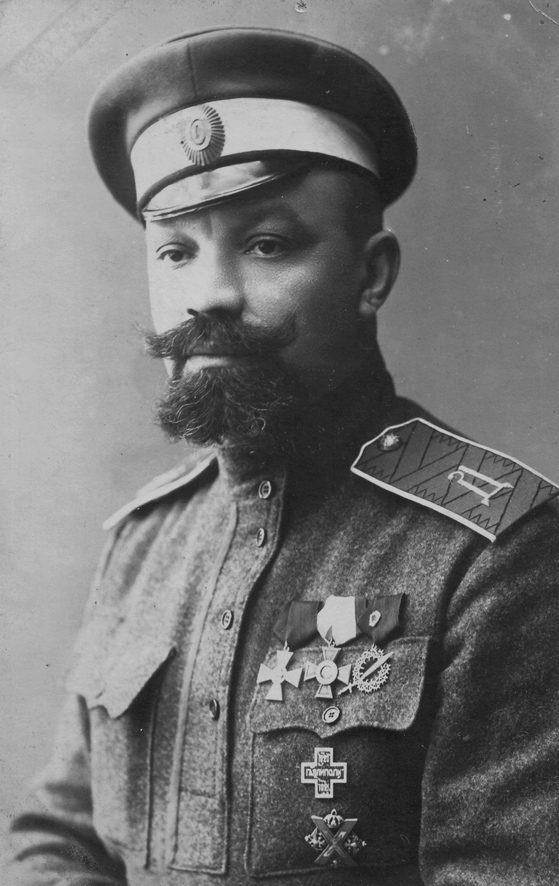
А. П. Кутепов. Фото после 1921 года.

Остановившийся у своих сестёр на Васильевском острове полковник лейб-гвардии Преображенского полка Кутепов на следующее утро отправился в Преображенские казармы на Миллионной улице, где от поручика Макшеева узнал о бунте части лейб-гвардии Волынского запасного полка, о том, что восставшие ворвались в казармы нестроевой роты Преображенского запасного полка и заставили к себе присоединиться солдат-преображенцев и убили пытавшегося их выдворить полковника Богданова. Кутепов распорядился находящимся в казармах офицерам отправляться к своим ротам и находиться со своими солдатами. В это время за Кутеповым прибыл автомобиль от командующего Петроградским военным округом генерала С. С. Хабалова с приказанием немедленно ехать в градоначальство на Гороховую, где полковника ожидал сам Хабалов, градоначальник генерал А. П. Балк, полковник Павленков и несколько жандармских офицеров, все присутствовавшие выглядели расстроенными и растерянными. Хабалов назначил Кутепова начальником карательного отряда для борьбы с восставшими, отклонив указание полковника о том, что тот не имеет никакого отношения к запасному полку и предложение назначить более известное в столице лицо вместо него — отпускника и случайного в столице человека. Кутепов в этот момент ещё не догадывался, что такого человека у Хабалова просто нет, а он имел репутацию верного и энергичного офицера-фронтовика. Ему было поручено «оцепить район от Литейного моста до Николаевского вокзала и всех, кто будет в этом районе, загнать к Неве и там привести в порядок». На замечание Кутепова, что он не остановится перед расстрелом мятежной толпы, но для оцепления ему нужно не менее бригады, Хабалов развёл руками и пообещал дать «то, что есть под руками» в виде роты Кексгольмского запасного полка с пулемётом, две роты преображенцев и 12 пулемётов из числа 24, имевшихся у движущейся к Градоначальству пулемётной роты.

Покинув Градоначальство, полковник распорядился роте лейб-гвардии Кексгольмского запасного полка, которая произвела на него хорошее впечатление, двигаться по Невскому проспекту в сторону Литейного. Около Гостиного двора к отряду присоединилась рота преображенцев во главе с поручиком Сафоновым и рота этого же полка поручика Брауна. На вопрос полковника о состоянии их солдат, ротные ответили, что солдаты у них хорошие, но не получавшие питания со вчерашнего вечера; Кутепов распорядился накормить солдат при первой же возможности. Близ Александринского театра отряд встретил идущую к Градоначальству пулемётную роту, которая не ответила на его приветствие, а командир роты, штабс-капитан, доложил, что пулемётами нельзя пользоваться, так как нет ни воды, ни глицерина. Полковник приказал ротному добыть всё необходимое и приготовить пулемёты к бою. Отряд Кутепова добрался до перекрёстка Литейного с Невским проспектом и остановился по приказу командира, отправившегося выяснять у городовых, не проходила ли здесь рота Егерского запасного полка. Тут к Кутепову подбежал подъехавший на извозчике командир лейб-гвардии Преображенского запасного полка полковник князь Аргунский-Долгоруков, передавший приказ Хабалова кутеповскому отряду возвращаться в связи с движением уже совершившей поджог здания Окружного суда толпы взбунтовавшихся солдат и рабочих в направлении Зимнего дворца. Кутепов передал Хабалову, что пойдёт по Литейному проспекту, потом по Симеоновской улице в направлении цирка Чинизелли, чтобы выйти на Марсово поле, где он и надеялся застать эту толпу, которой так опасался генерал Хабалов. Двигались в следующем порядке: рота Кексгольмского запасного полка, пулемётная полурота, две роты Преображенского запасного полка. Впереди отряда шёл сам полковник Кутепов. По мнению историка Г. М. Каткова это решение оказалось роковым для экспедиции Кутепова: с этого момента полковник потерял связь с генералом Хабаловым до самого конца дня и потратил много времени на переговоры с группой восставших на Литейном и на примыкающих улицах. В своих показаниях Муравьёвской комиссии Хабалов впоследствии так описал этот эпизод: 
И вот отряд в составе 6 рот, 15 пулеметов и полутора эскадронов, под начальством полковника Кутепова, героического кавалера, был отправлен против бунтующих с требованием, чтобы они положили оружие, а если не положат, то, конечно, самым решительным образом действовать против них… Тут начинает твориться в этот день нечто невозможное!… А именно: отряд двинут, — двинут храбрым офицером, решительным. Но он как-то ушел, и результатов нет… Что-нибудь должно быть одно: если он действует решительно, то должен был бы столкнуться с этой наэлектризованной толпой: организованные войска должны были разбить эту толпу и загнать эту толпу в угол к Неве, к Таврическому саду…

## Бои в центре Петрограда
Близ казарм лейб-гвардии 1-й Артиллерийской бригады — на углу Литейного проспекта и Артиллерийского переулка — отряд наткнулся на группу офицеров лейб-гвардии Литовского запасного полка. Рядом было видно, как в казармах полка бьют стёкла и из них выбегают солдаты. Командир Литовского запасного батальона объяснил Кутепову, что в их казармы ворвалась руководимая штатскими группа солдат его же полка и волынцев, и стала настаивать на присоединении находившихся в казармах солдат к восставшим.
В направлении кутеповского отряда вдоль Литейного засвистели пули и послышалась пулемётная стрельба. Кутепов не мог бросить этих офицеров на произвол судьбы, и решил действовать здесь, распределив силы, перекрыл улицы и приказал в случае сопротивления толпы открывать огонь. Передать по телефону Хабалову сообщение с описанием обстановки и предупреждением о том, что Кутепов не может уйти отсюда для выполнения его приказания, был отправлен подпоручик Скосырский. Солдаты Волынского полка пребывали в нерешительности, один из унтер-офицеров от их имени попросил Кутепова построить их и отвести обратно в казармы. Солдаты опасались расстрела за мятеж, и Кутепов обещал, что те, кто присоединится к нему, расстреляны не будут. Восставшие обрадовались этому объявлению и подняли Кутепова на руках, чтобы его обещание могли слышать все.
На руках у солдат я увидел всю улицу, заполненную стоящими солдатами (главным образом Литовского и Волынского зап. полков), среди которых было несколько штатских, а также писарей Главного Штаба и солдат в артиллерийской форме. Я сказал громким голосом: «Те лица, которые сейчас толкают вас на преступление перед государем и родиной, делают это на пользу нашим врагам-немцам, с которыми мы воюем. Не будьте мерзавцами и предателями, а останьтесь честными русскими солдатами.»
Пока полковник говорил с унтер-офицерами, из мастерской на углу Басковой улицы и Артиллерийского переулка выбежало около 10 человек в штатском и несколько писарей, у одного из которых Кутепов увидел на поясе револьвер. Через несколько минут группа восставших разделилась, часть бросилась к казармам, часть по направлению к Преображенскому собору. Это не было полным успехом Кутепова, но что-то у него начало получаться. После обстрела кексгольмцев со стороны Литейного орудийного завода, полковник распорядился занять полуротой Кирочную улицу в направлении Суворовского проспекта, очистить прилегающие улицы и усилить охрану Казначейства. Так как по отряду всё равно продолжали изредка стрелять, Кутепов приказал открывать огонь по любой толпе. Вскоре огнём кексгольмцев была разогнана толпа, бившая окна и пытавшаяся проникнуть в казармы Жандармского дивизиона. Время шло, кутеповские солдаты стали жаловаться на голод. Кутепов по дороге купил хлеба и колбасы, но хранил их на ужин. Тем временем стрельба усиливалась, со стороны Литейного завода ответным огнём было ранено несколько кексгольмцев, в том числе четверо тяжело.

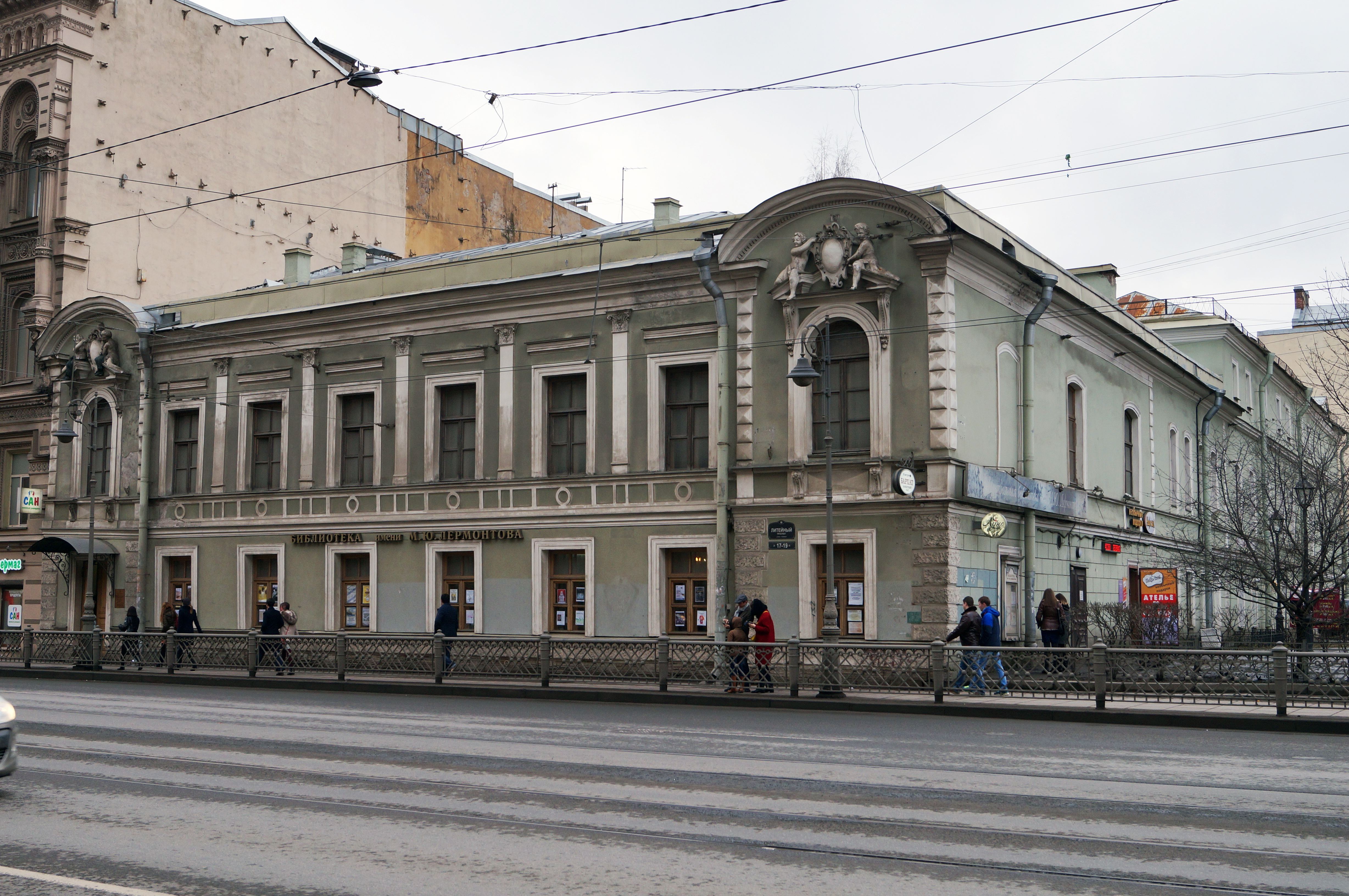
Дом графа Мусина-Пушкина на Литейном пр., 19, служивший лазаретом отряду полковника Кутепова 27 февраля 1917

Их разместили в доме графа Мусина-Пушкина, в управлении Красного Креста Северного фронта, где по просьбе полковника был организован перевязочный пункт для приёма всех раненых. Кутепов распорядился поставить перед воротами дежурное отделение, обстрелять перекрёстным пулемётным огнём Оружейный завод и угол Сергиевской улицы и послал распоряжение поручику Брауну решительнее действовать в районе лейб-гвардии Сапёрного запасного полка.
В ответ на сообщение о приближении от Марсова поля к Пантелеймоновской улице толпы, направляющейся к Литейному проспекту, Кутепов приказал в это время прибывшему из Царского Села подкреплению — роте лейб-гвардии 4-го стрелкового Императорской Фамилии запасного полка — занять позицию на углу Пантелеймоновской и Моховой улиц и встречать толпу огнём. Одновременно на Литейный с Сергиевской улицы вылетели несколько автомобилей с вооружёнными людьми в них и на подножках, с красными обрывками в виде флагов. В ответ на их беспорядочную стрельбу кексгольмцы дали несколько чётких залпов, дробя лобовые стёкла и сбивая атакующих на мостовую. Машины потеряли ход, остановились и с них, бросая убитых и раненых, бросились врассыпную уцелевшие. Убитых собрали и перенесли в каретный сарай во дворе поблизости. От всех убитых рабочих сильно разило спиртом.
К Кутепову подошли 2 роты, лейб-гвардии Семёновского запасного полка с двумя офицерами-прапорщиками Н. К. Соловьёвым и С. А. Эссеном IV и лейб-гвардии Егерского запасного полка. Было получено известие о гибели прапорщика Кисловского.
В ответ на нападение рабочих на выведшего свою роту на перекрёсток Пантелеймоновской и Моховой улиц штабс-капитана Розенбаха Кутепов сам вышел с подошедшими семёновцами на Пантелеймоновскую. Толпа, увидев роту, сразу очистила улицу. А Кутепов распорядился прапорщику Соловьёву встать здесь с ротой и, в случае нового появления толп, открывать по ним огонь.

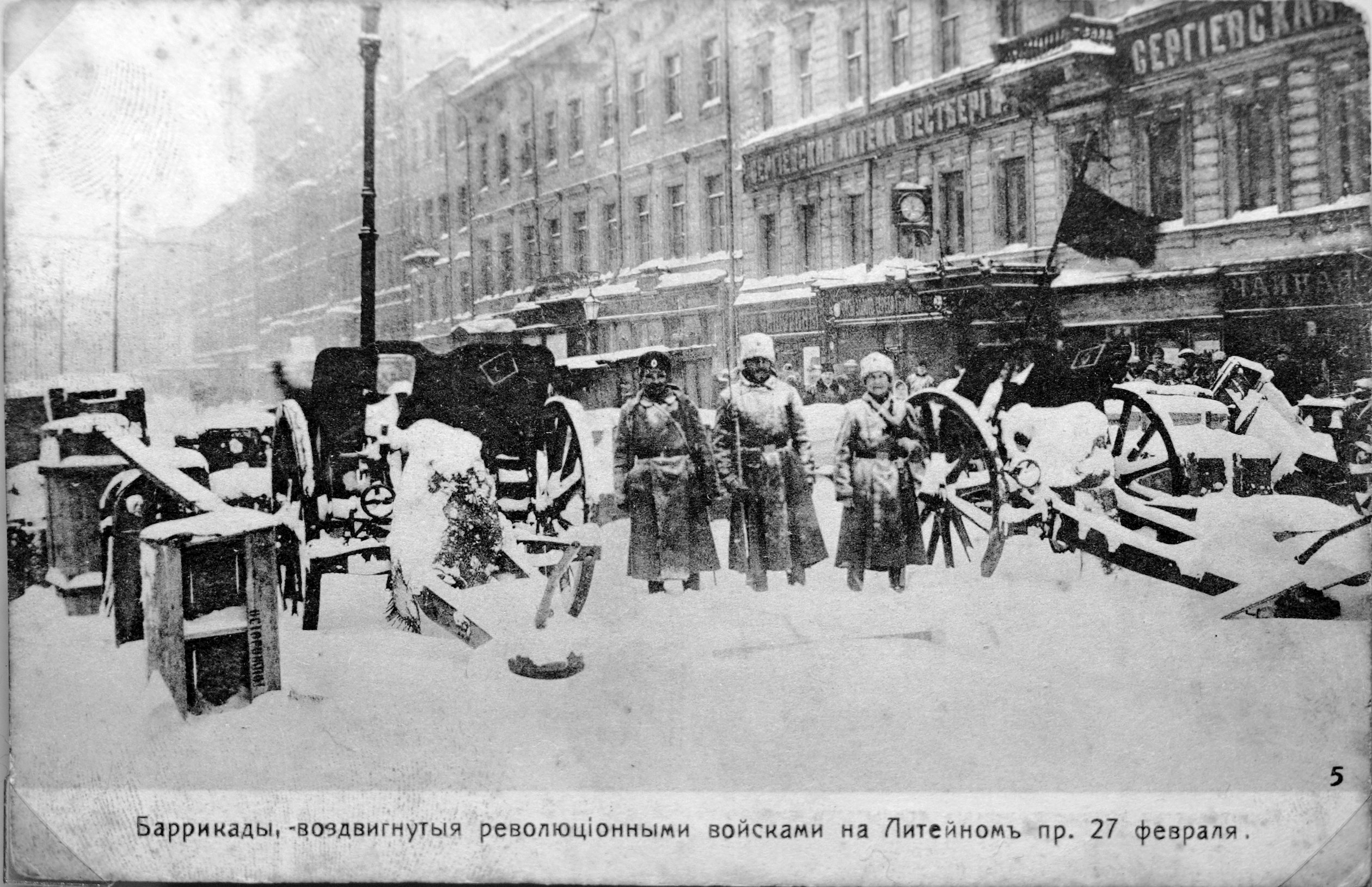
Баррикады восставших на углу Литейного проспекта и Сергиевской улицы 27 февраля — в день боёв с правительственным отрядом

Тут Александр Павлович услышал крики «не стреляй!» и увидел офицера с красным бантом на груди, идущего по Литейному проспекту от Артиллерийских казарм, и делавший кексгольмцам руками знаки, чтобы те не открывали огонь. Кутепов приказал открыть огонь, и кинувшийся было бежать офицер упал.
Бойцам правительственного отряда удалось обнаружить сидевших на крышах за пулемётами, ведущими стрельбу по людям на улицах «рабочих орудийного артиллерийского завода и Выборгского района» и ещё «двух человек плохо говоривших по-русски, которые при опросе показали, что они будто бы финны». При этом никаких пулемётов, обслуживаемых полицией, как и следов самой полиции Кутеповым обнаружено не было.
Полковник не оставлял попыток связаться с Градоначальством. Когда Кутепов пошёл к телефону в здании графа Мусина-Пушкина по адресу Литейный пр., д. 19, в сумеречной уже темноте он заметил, что все прилегающие к району улицы были забиты в десятки раз превышающими его отряд враждебно настроенными группами рабочих. С Центральной станции Кутепову сообщили, что Градоначальство не отвечает с полудня. Позднее выяснилось, что Хабалов переехал в Адмиралтейство, не известив об этом ни Кутепова, ни Центральную станцию. В боях Кутепов потерял много офицеров. Пока он безуспешно пытался дозвониться в штаб по телефону, толпа заполнила Литейный проспект. Во время телефонного разговора полковник видел в окно, как в подъезд его дома вбежали солдаты семёновского запасного полка, неся тяжело раненых прапорщиков Соловьёва и Эссена IV. За ними в дом вбежали солдаты преображенского запасного полка. За 5 минут весь дом, в котором находился командир правительственного отряда, заполнился вооружёнными винтовками солдатами. Кутепов вышел на улицу, и увидел целиком заполненный хлынувшей на него из всех переулков толпой Литейный. Толпа била фонари, орала, сквернословила, полковник расслышал свою фамилию, сопровождаемую площадной бранью. В море толпы, заполнившей проспект, подобно маленьким островкам, стояли пока его бойцы, растаскиваемые во все стороны восставшими массами. Для Кутепова стало очевидно, что сопротивляться он больше никакой возможности не имеет. Вернувшись в дом, он приказал закрыть двери и накормить солдат заготовленным хлебом и колбасой, который, несмотря на лозунги «хлеба!», и в этот день боёв в центре столицы был в продаже в булочных[прояснить].
В лазарете лежало более 3 % личного состава Преображенского и Кексгольмского запасных полков, среди них умирающие прапорщики Соловьёв и Эссен IV. Тело прапорщика Кисловского сюда не принесли. Кутепов направился в лазарет, попытался утешить прапорщиков, сказав обоим ободряюще, что они держались молодцами. Управление временного лазарета волновалось и просило полковника вывести из дома всех здоровых солдат, чтобы сохранить его неприкосновенность как лазарета. Кутепову оставалось только повиноваться. Так закончилась единственная попытка петроградского военного начальства очистить часть центра столицы.
Кутепов, поблагодарив последних за честное исполнение долга, приказал сложить винтовки на чердаке, и небольшими группами под командой унтер-офицеров расходиться по казармам. Врачи, видя возмущённую и угрожающую Кутепову толпу, предложили ему переодеться в штатское и тоже покинуть дом. Офицер наотрез отказался, но отправил двух унтер-офицеров посмотреть, где он мог бы выйти из дома. Вернувший унтер-офицер Маслов доложил, что у всех выходов из дома стоят вооружённые рабочие и ждут полковника, и что ему выйти незамеченным никак невозможно. Тогда Кутепов отпустил и этих своих последних двух унтеров и остался один. Поздно ночью к Кутепову пробрался ефрейтор учебной команды Преображенского запасного полка, отправленный подпрапорщиком Лисовым, доставивший полковнику комплект солдатского обмундирования, чтобы он мог переодеться и бежать. Но почти обречённый Кутепов отказался — ему претил подобный маскарад, несмотря на отчаянное положение, в котором он оказался.
К этому времени в руках восставших оказалась почти вся правобережная часть столицы, Литейная и Рождественская части. Таврический дворец — место заседания Думы — также был захвачен восставшими.

## На следующий день
Проснувшись на следующий день, из окна своей гостиной Кутепов увидел бродивших внизу вооружённых рабочих, наблюдавших за окнами дома Мусина-Пушкина. На его глазах с Кирочной на Литейный выехали и остановились два броневика и два грузовика с вооружёнными рабочими. Рабочие и несколько солдат, соскочив с машин, начали спорить, всё время указывая на окна дома, где находился Александр Павлович. Направив свои пулемёты на окна верхнего этажа, они вошли в подъезд. Кутепов вновь отказался от предложения сестёр милосердия нарядиться санитаром, попросил её оставить его одного в гостиной, и, присев на диванчик, стал ожидать представителей новой власти. Его спасло чудо: появившиеся в дверях рабочие с револьверами в руках повернулись и ушли, не заметив полковника. Рабочие, обнаружив на чердаке оружие, забрали оное и уехали на грузовике по Кирочной улице. Наблюдение с дома, в котором продолжал находиться полковник, было снято. Все в доме были удивлены, что Александра Павловича не арестовали рабочие. Кутепов был готов умереть, также он был уверен, что фронтовые части, настроение которых ему было хорошо известно, вскоре наведут порядок в Петрограде.
Несмотря на вчерашнюю неудачу вооружённого противодействия восставшим, полковник Кутепов ещё предпринимал попытки что-то изменить. Вечером 28 февраля Александр Павлович по приглашению офицеров-преображенцев посетил собрание Преображенского запасного полка, посоветовав на следующий день чем-нибудь занять солдат, а после него, соблюдая все правила увольнения, отпустить желающих в отпуск. От офицеров Александр Павлович узнал, что на Дворцовой площади были в полном порядке построены роты преображенцев, однако начальство так и не решилось их куда-либо двинуть. На прощание Кутепов выразил надежду, что порядок в конце концов будет восстановлен, отметив при этом, что нужно до конца оставаться Преображенцами.
Побывал Александр Павлович и в Государственной Думе, где был поражён творившимся беспорядком, и впервые в своей жизни выступил с речью о необходимости срочного наведения порядка — вместо ведущихся думцами пустых по его мнению разговоров о том, что лучше, монархия или республика. В Таврическом же у Кутепова произошла стычка с комендантом Государственной Думы полковником Б. А. Энгельгардтом, которому Александр Павлович указал на необходимость водворения в столице порядка, чтобы толпы начали чувствовать присутствие в городе власти. Увидев, выйдя из Таврического, толпу, несущую на руках Родзянко в окружении красных флагов, Кутепов решил сократить свой отпуск и уехать обратно на фронт. Перед отъездом Кутепов отправился к Зимнему дворцу, чтобы попрощаться с офицерами-преображенцами и сделать ряд распоряжений по полку. Домой к Кутепову за время его отсутствия трижды наведывались революционные матросы, чтобы арестовать командовавшего противостоявшими накануне восставшим правительственным отрядом. Поэтому, забрав из дома небольшой саквояж с вещами первой необходимости и наган, Александр Павлович отправился на Царскосельский вокзал, откуда выехал вечером 2 марта на фронт.